# Mombasiglio
Mombasiglio (Mombasij oppure Bombasij in monregalese, Mombasili in piemontese) è un comune italiano di 570 abitanti della provincia di Cuneo in Piemonte. È posto fra Mondovì e Ceva a guardia della Valle Mongia.

## Storia

### Mombasiglio preromana e romana
Il territorio di Mombasiglio era abitato in età preromana dalla tribù degli Epanteri Montani, noti per il carattere aspro e "selvaggio". Nel 180 a.C. i Montani subirono un attacco dalla tribù costiera dei Liguri Ingauni che nel 210 a.C. si alleò con i Romani.
Costretti alla resa da questi ultimi, l'area dell'alta Val Tanaro entrò nell’orbita della romanizzazione sotto la dipendenza dalla città costiera di Albingaunum, la moderna Albenga, che sembrava tuttavia priva di organizzazione politica. Questo venne poi confutato dalla presenza di un magistrato a Mombasiglio, attestato da un'ara in marmo grigio di età romana imperiale con raffigurazione di Ercole e da un seviro sito a Sale delle Langhe su una stele conservata presso la chiesa parrocchiale, che documentano il raggiungimento, nel II secolo, di un pieno statuto municipale.

### Prima del marchesato di Ceva
Attorno all'anno 1000 con la costruzione del castello di Mombasiglio, la località fu feudo dei signori di Carassone.
È molto probabile che poi Mombasiglio passò in mano a Olderico Manfredi II. In una carta del 1024 infatti, nella quale Olderico Manfredi vendette il castello di Lesegno ad un certo prete Ayfredo, lo stesso Olderico dichiara Lesegno confinante da tre parti con i suoi poderi e la quarta parte con il Tanaro, comprendendo quindi Mombasiglio fra i suoi possedimenti.
Non si sa più nulla di Mombasiglio sino al 1095 quando nel documento relativo alla donazione fatta da Bonifacio di Savoia ai monaci dell'abbazia di Fruttuaria viene citato certo Ottone di Mombasiglio suo vassallo.
Nel 1134, secondo una carta, vi fu la donazione del castello di Mombasiglio al vescovo di Asti da parte di cinque fratelli, Bonifacio, Oberto, Oddone, Enrico e Guglielmo, assieme con la madre Aloisia.

### Gli statuti e le carte di franchigia
Nel 1222 venne effettuata la permuta di Mombasiglio con Boves dai fratelli marchesi di Ceva Guglielmo, Manuele, Leone, Bonifacio e Giorgio (figli di Guglielmo I) con i fratelli Jacopo e Domino Ardizone di Mombasiglio, con la città che entrò nell'orbita del marchesato di Ceva, diventando uno dei donzeni in cui il marchesato era diviso. Da qui bisogna risalire sino al 1331 per ritrovare un documento che permetta di continuare a descriverne la storia. Questo documento è il codice pergamenato contenente gli "statuti di Mombasiglio" voluti da Almerico e Giovanni marchesi di Ceva.
Sino al 1492 Mombasiglio fu dipendente politicamente dal marchesato di Ceva, in quell'anno viene confiscato come attesta la carta di franchigia, concessa a Parigi il 27 aprile 1492.
Successivamente il feudo fu donato dal re di Francia a Ettore di Montanard (o Montemar), suo luogotenente e governatore di Asti che, l'8 novembre 1501, lo vendette al vescovo di Asti, il cardinale Giuliano Della Rovere.
La prima metà del XVI secolo vide un rapido alternarsi di signori: Sebastiano de Sauli dei marchesi di Ceva (24 dicembre 1516); Giorgio Spinola dei marchesi di Ceva (25 febbraio e 2 giugno 1530); Alfonso Del Carretto (31 maggio 1533).
In seguito, passato a Casa Savoia, il feudo di Mombasiglio venne eretto a contado (12 luglio 1602) e ceduto alla nobile famiglia Sandri Trotti di Fossano dietro il corrispettivo di 16 mila scudi d'oro. Il 14 maggio 1759, morì senza lasciare eredi Francesco Luigi Sandri Trotti, l'ultimo capostipite della famiglia.
Il feudo passa dunque a Carlo Emanuele di Savoia che, il 25 aprile 1760, concede il feudo di Mombasiglio al marchese Marco Adalberto Pallavicino delle Frabose.

### Periodo napoleonico
Il 18 aprile 1796 Napoleone Bonaparte fissò il suo quartier generale a Lesegno e impartì immediatamente l'ordine di forzare la posizione di San Michele. Il generale Jean Mathieu Philibert Sérurier che aveva passato il Mongia lo stesso 18 aprile, entrò in azione, con la sua divisione, il giorno successivo e sceso da Battifollo e da Scagnello occupò Mombasiglio, requisendo fieno, cibarie, vino e legname per il sostentamento delle truppe. Il 16 febbraio 1799 venne redatta la richiesta di annessione di Mombasiglio all'Impero francese, ma le forti imposizioni fiscali provocano la rivolta popolare e così, fino al giugno 1800, ritornò sotto l’amministrazione del re di Sardegna.
Nel 1805 Mombasiglio fu compreso nel circondario dell'arrondissement di Ceva, uno dei quattro arrondissement in cui fu suddiviso il dipartimento di Montenotte. L’amministrazione della giustizia fu rimessa a un tribunale di primo grado a Ceva e d’appello a Savona.
Con la caduta di Napoleone nel 1814, Mombasiglio, ritornò di proprietà di casa Savoia e passò sotto la signoria dei Vianson Ponte a cui seguì la famiglia Belladen, che si estinse senza eredi diretti.

### Simboli
Lo stemma e il gonfalone sono stati concessi con decreto del presidente della Repubblica del 21 aprile 1999.
Il fasciato d'oro e di nero era l'emblema del marchesato di Ceva. Il gonfalone è un drappo rettangolare di giallo.

## Monumenti e luoghi d'interesse

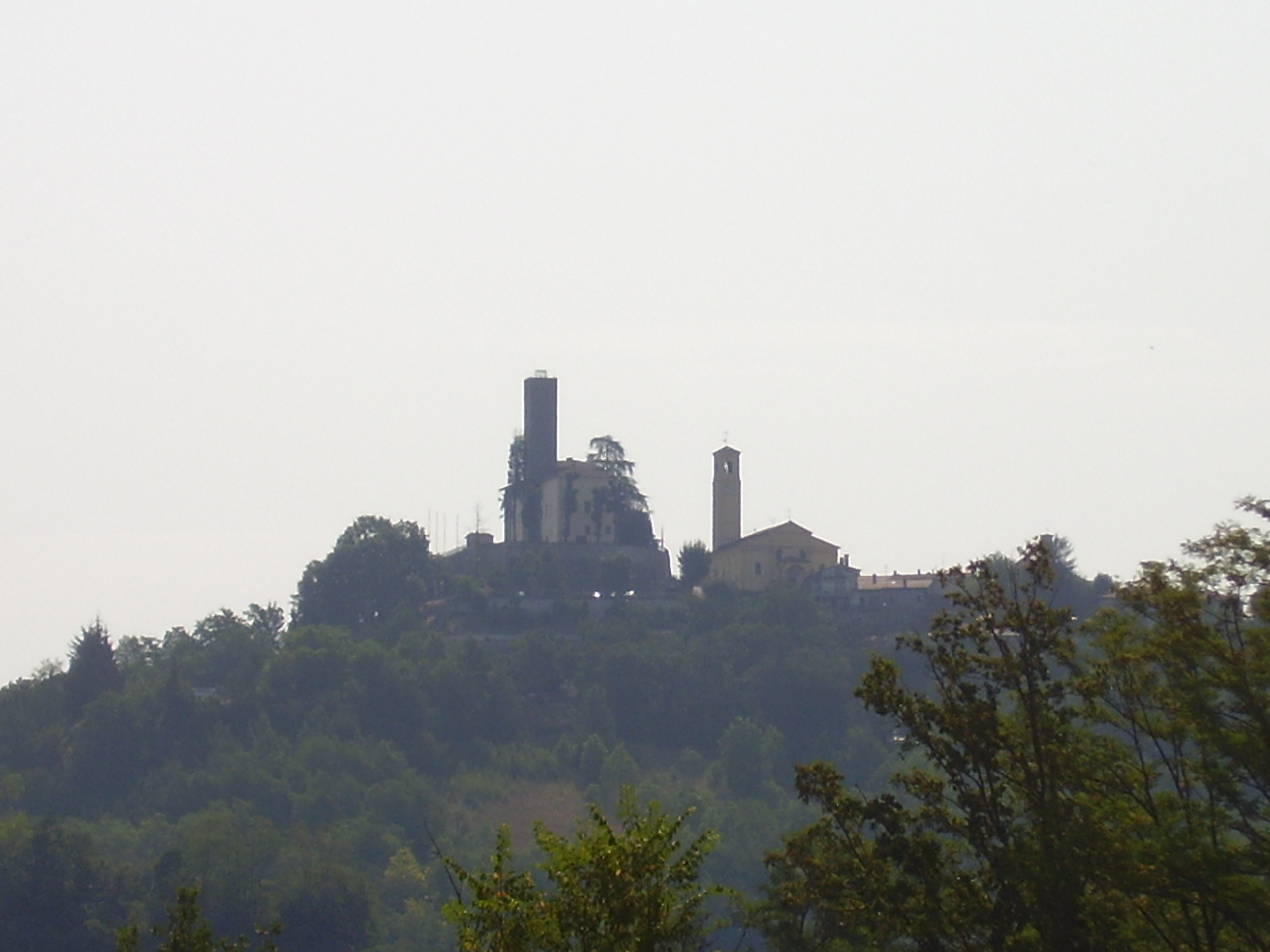
Collina di Mombasiglio

### Architetture religiose
- Cappella della Beata Vergine Immacolata di Lourdes, eretta nel 1916 e sita sul lato sinistro della strada provinciale Mombasiglio-Viola.[11]

- Cappella dedicata alla Beata Vergine del Soccorso, anche detta "Madonna del Soccorso", edificata nel 1651, con il concorso del Comune.

- Cappella di Sant’Antonio Abate, di data di costruzione ignota e restaurata nel 1989, sita a fianco del ponte sul torrente Rifreddo.[12]

- Cappella di San Bartolomeo, posta a 500 metri sul livello del mare.[13]

- Cappella di San Bernardo, eretta dalla comunità nel 1636 a un centinaio di metri dalla strada provinciale Mombasiglio-Ceva, isolata da altre costruzioni.[14]

- Cappella dei Santi Giacomo e Anna, eretta nel 1671 e posta a 525 metri sul livello del mare, nella parte alta del comune di Mombasiglio.[15]

- Cappella di San Giovanni Battista, detta anche "della Gorrea", posta sul ciglio destro della strada provinciale della valle Mongia.[16]

- Cappella di San Lodovico, eretto nel 1632 sul costone che divide la valle Mongia dalla valle Casotto.[17]

- Cappella di San Sebastiano, eretta a cappellania nel 1747 dal signor Giuseppe Maria Bellisio, ma esistente già da tempo immemorabile.

- Parrocchiale di San Nicola, eretta a struttura basilicale sotto il titolo di San Nicola di Bari e citata negli Statuti di Mombasiglio del 1331.[18]

### Architetture civili
- Castello di Mombasiglio, eretto attorno all'anno 1000. Abitato da diversi sovrani e per largo tempo parte del marchesato di Ceva, durante la prima campagna d'Italia venne occupato dalle truppe del generale Sérurier; dal XXI secolo è usato come "museo" dedicato a Napoleone Bonaparte.[19]

### Altro

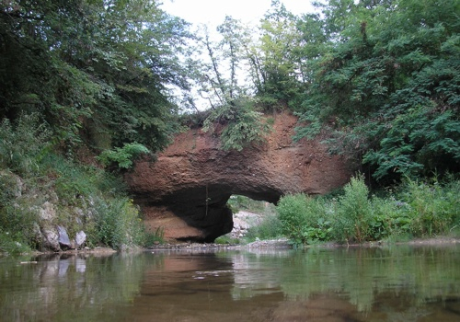
Il ponte naturale sul Mongia

- Ponte Naturale di Mombasiglio, una suggestiva galleria naturale scavata dall'acqua del torrente Mongia. La sua genesi e le sue caratteristiche litologiche e strutturali ne fanno un fenomeno geologico assai raro anche a livello europeo.

## Società

### Evoluzione demografica
Lentamente alla fine del 1800 Mombasiglio viene tagliata fuori dalle principali vie di comunicazioni, che prediligono il passaggio da Ceva per i traffici fra Piemonte e Liguria: dopo la seconda guerra mondiale l'emigrazione nelle grandi città (in primis Torino) ha rafforzato il trend. Rimane comunque discretamente abitato in qualità di paese di fondovalle.
Abitanti censiti

## Amministrazione
Di seguito è presentata una tabella relativa alle amministrazioni che si sono succedute in questo comune.
| Periodo        | Periodo        | Primo cittadino | Partito                          | Carica  | Note   |
| -------------- | -------------- | --------------- | -------------------------------- | ------- | ------ |
| 2 luglio 1985  | 26 maggio 1990 | Alberto Delucis | Democrazia Cristiana             | Sindaco | [ 21 ] |
| 26 maggio 1990 | 24 aprile 1995 | Alberto Delucis | Democrazia Cristiana             | Sindaco | [ 21 ] |
| 24 aprile 1995 | 14 giugno 1999 | Giorgio Raviolo | Partito Popolare Italiano        | Sindaco | [ 21 ] |
| 14 giugno 1999 | 14 giugno 2004 | Giorgio Raviolo | Partito Popolare Italiano        | Sindaco | [ 21 ] |
| 14 giugno 2004 | 8 giugno 2009  | Ivano Salvatico | lista civica                     | Sindaco | [ 21 ] |
| 8 giugno 2009  | 26 maggio 2014 | Ivano Salvatico | sinistra                         | Sindaco | [ 21 ] |
| 26 maggio 2014 | 27 maggio 2019 | Aldo Michelotti | lista civica Mombasiglio insieme | Sindaco | [ 21 ] |
| 27 maggio 2019 | in carica      | Aldo Michelotti | lista civica Mombasiglio insieme | Sindaco | [ 21 ] |

### Altre informazioni amministrative
Mombasiglio faceva parte della comunità montana Alto Tanaro Cebano Monregalese.